# Karkonosz (czasopismo)
Karkonosz. Sudeckie Materiały Krajoznawcze – czasopismo popularnonaukowe i krajoznawcze poświęcone Sudetom.
Pismo wydawane we Wrocławiu od 1984 do 1993 r. przez Studenckie Koło Przewodników Sudeckich i współfinansowane przez Oddział Wrocławski PTTK. Do 1991 r. wychodziło jako rocznik, choć z przerwami w 1985, 1989, 1990 (do 1991 jako „Karkonosz. Materiały Krajoznawcze”, potem jako „Karkonosz. Sudeckie Materiały Krajoznawcze”), a później jako kwartalnik. W sumie ukazało się 10 zeszytów.
Pismo było poświęcone przyrodzie, kulturze i historii polskich, czeskich i niemieckich Sudetów, artykuły w nim publikowane zawierały bibliografię i przypisy. Wśród autorów pisma był m.in. Bogusław Czechowicz, Piotr Migoń.